# Cummingella
Cummingella – rodzaj stawonogów z wymarłej gromady trylobitów, z rzędu Proetida.
Żył w okresie karbonu i permu (turnej – sakmar).